# Szeverényi Erzsébet
Juhász Ferencné Szeverényi Erzsébet (Medgyesegyháza, Békés vármegye, 1928. augusztus 12. – Budapest, 1972. december 14.) magyar irodalomtörténész, az irodalomtudományok kandidátusa (1967), Juhász Ferenc felesége.

## Családja
Szeverényi Mihály gépkocsivezető és Matuska Erzsébet leánya. Szülei gazdálkodók voltak Medgyesegyházán, öccse a Beloiannisz Gyárban dolgozott mint elektrotechnikus. Férje 1948 és 1972 között Juhász Ferenc költő volt, gyermekük Juhász Katalin (1951–).

## Tanulmányai
1946-ban tett érettségi vizsgát a békéscsabai Lorántffy Zsuzsanna Leánygimnáziumban, majd a budapesti Pázmány Péter Tudományegyetemen magyar–történelem szakon tanult 1946 és 1948 között, mint a Dózsa György, valamint a József Attila Népi Kollégium tagja. 1949 és 1951 között a Pedagógiai Főiskola hallgatója volt, itt szerzett magyar szakos általános iskolai tanári oklevelet. 1954-ben az ELTE Nyelv- és Irodalomtudományi Karán nyert magyar szakos középiskolai tanári oklevelet, majd 1967-ben megszerezte az irodalomtudományok kandidátusa fokozatot. Tagja volt a Magyar Kommunista Pártnak, az MDP-nek, majd az MSZMP-nek.

## Pályafutása
1951 és 1954 között tanította a budapesti Mauthner Sándor utcai Általános Leányiskolában, majd 1954-55-ben a budapesti Marczibányi téri Általános Fiúiskolán. 1955-60-ban az Eötvös Kollégium Könyvtárának könyvtárosa volt, 1960 és 1963 között az MTA–TMB-n Szabolcsi Miklós aspiránsaként működött. 1963-tól 1967-ig tudományos munkatársa volt az MTA Irodalomtudományi Intézet XX. századi Osztályának, ugyanitt 1967-től haláláig mint tudományos főmunkatárs dolgozott.
Kutatási területe a századforduló és a századelő szecessziós irodalma, főként Bródy Sándor munkássága, regényei és kisprózája volt. Életének önkezével vetett véget. 1972. december 21-én helyezték örök nyugalomra Budapesten.

## Főbb művei
- A szecesszió egy Bródy-regényben. Bródy Sándor: Az ezüst kecske. 1898. (Irodalomtörténeti Közlemények, 1967)
- Az irodalomelmélet változásáról a századfordulón. A Hét. 1890–1905. (Irodalomtörténeti Közlemények, 1969)
- Bródy Sándor hőskora. Élete és munkássága 1905-ig, öngyilkosságáig. Monográfia és kand. értek. (Bp., 1966)
- Két író a századfordulón. Bródy Sándor és Justh Zsigmond. (Irodalomtörténet, 1970)
- Kosztolányi Dezső bátorsága. (Kritika, 1970. 5.)
- Bródy Sándor. Monográfia. 8 táblával. (Irodalomtörténeti Könyvtár. 26. Bp., 1971)
- szerk.: Bródy Sándor: Színészvér. – A ezüst kecske. – A nap lovagja. Kisregények. Sajtó alá rend. és a kísérő tanulmányt írta. Ill. Szántó Piroska. (Magyar elbeszélők. Bp., 1969)
- Bródy Sándor: Rembrandt. Egy arckép fényben és árnyban. Regény. Sajtó alá rend., az utószót írta. (Olcsó Könyvtár. Bp., 1970).